# Akebiconcha kawamurai
Akebiconcha kawamurai is een tweekleppigensoort uit de familie van de Vesicomyidae. De wetenschappelijke naam van de soort is voor het eerst geldig gepubliceerd in 1943 door Kuroda.